# Point Roberts

Point Roberts är en ort i delstaten Washington, USA.
Den ligger på en halvö med samma namn, och gränsen mellan Kanada och USA korsar denna halvö så att enda landvägen till orten Point Roberts är via Kanada. Västra halvan av gränsen (bortsett från Alaska) går (beslutat genom Oregonfördraget) exakt längs 49:e breddgraden, vilket råkar korsa denna halvö. Det är, liksom i övrigt längs gränsen, en bemannad passkontroll här.
Den första bosättningen skedde 1858 under guldrushen längs Fraserfloden.